# Gatzen (Groitzsch)

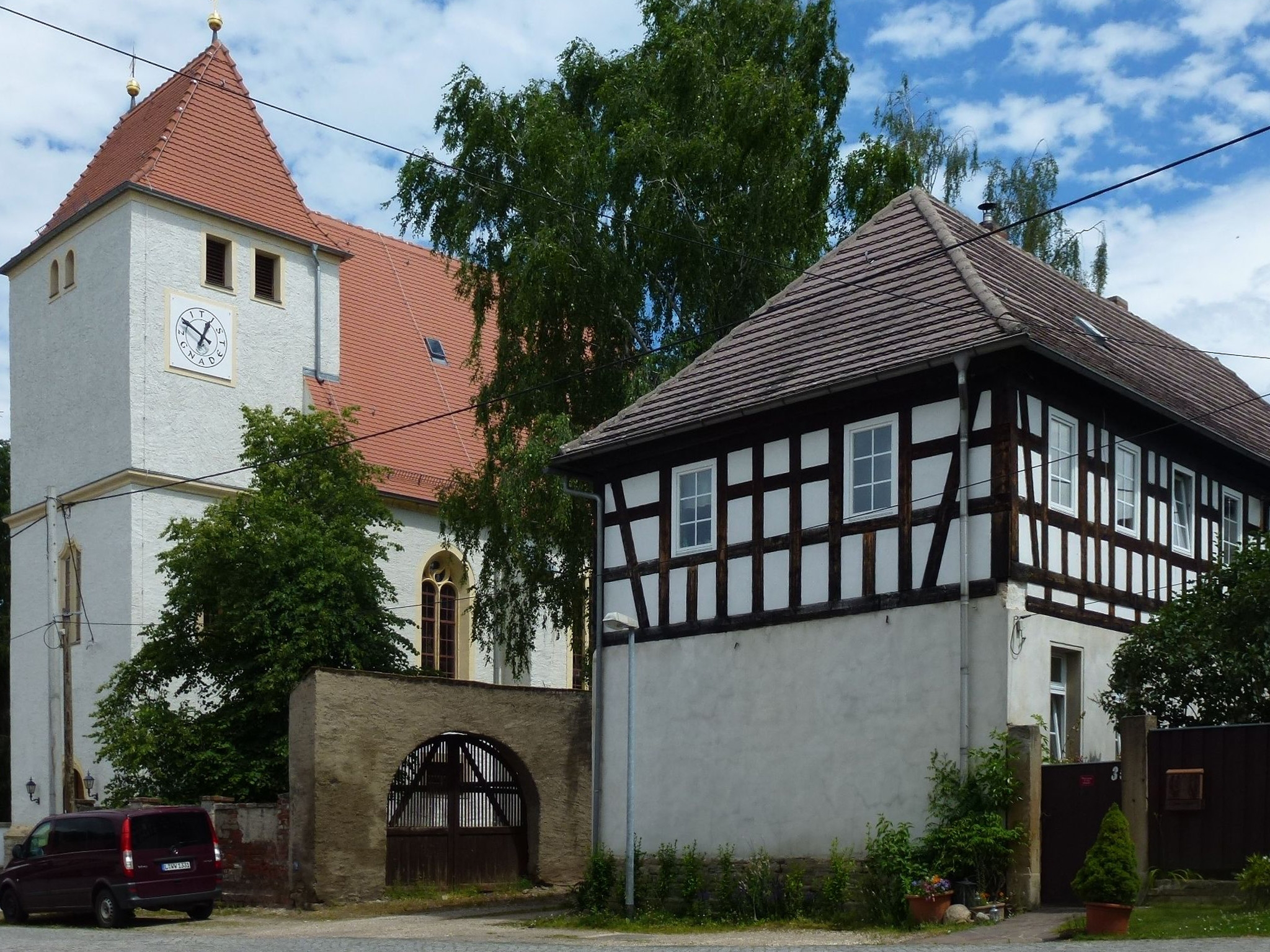
Kirche in Gatzen

Gatzen [ˈgaːt͡sn̩] ist ein Ortsteil der Stadt Groitzsch im Landkreis Leipzig (Freistaat Sachsen). Der Ort wurde 1948 nach Auligk und mit diesem 1996 in die Stadt Groitzsch eingemeindet.

## Geografie
Gatzen liegt in der Leipziger Tieflandsbucht fünf Kilometer südwestlich von Groitzsch. Direkt westlich des Orts fließt die Schwennigke, etwas westlicher verläuft parallel zum Fluss die Weiße Elster und die Landesgrenze zu Sachsen-Anhalt. Nachbarorte sind die ebenfalls zu Groitzsch gehörigen Ortsteile Saasdorf im Norden und Löbnitz-Bennewitz im Süden.

## Geschichte
Im Jahr 1090 wurde Gatzen als „pagus Gutsin“ oder „Gautsin“ erwähnt. Der Name des vermutlich auf eine slawische Gründung zurückgehenden Orts hat die Bedeutung „Dorf“. Von der Ortsanlage war Gatzen ursprünglich ein sackgassenartiger Rundling. Gatzen lag um 1378 im Gebiet der Grafschaft Groitzsch (castrum Groitzsch), die 1460 mit dem Geleitsamt Pegau zum Amt Pegau vereinigt wurde. Seitdem lag der Ort bis 1856 im kursächsischen bzw. königlich-sächsischen Amt Pegau. Die Gerichtsbarkeit über Gatzen lag beim Rittergut Löbnitz. Ab 1856 gehörte der Ort zum Gerichtsamt Pegau und ab 1875 zur Amtshauptmannschaft Borna.
Am 1. September 1948 erfolgte die Eingemeindung nach Auligk, mit dem der Ort 1952 zum Kreis Borna im Bezirk Leipzig, 1990 zum sächsischen Landkreis Borna und 1994 zum Landkreis Leipziger Land kam. Durch die am 1. Januar 1996 erfolgte Eingemeindung von Auligk nach Groitzsch wurde Gatzen ein Ortsteil der Stadt Groitzsch.

## Sehenswürdigkeiten
Kirche Gatzen

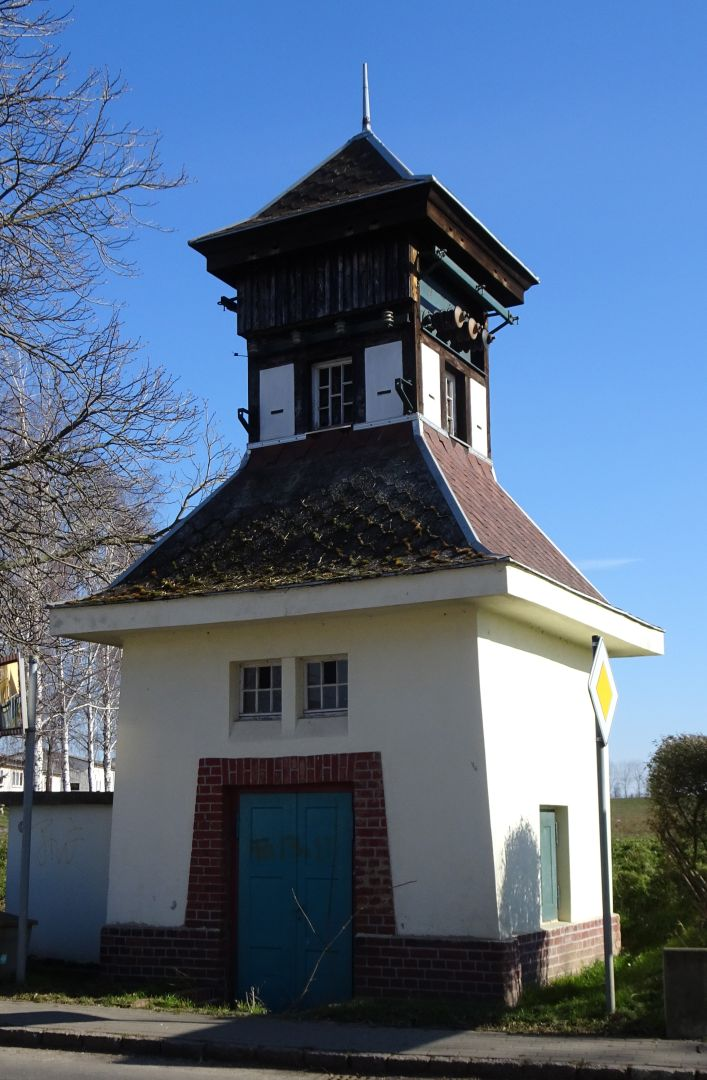
Ehem. Trafohaus

Nachdem die aus dem 12. Jahrhundert stammende romanische Kirche im Jahr 1638 während des Dreißigjährigen Kriegs zerstört wurde, erfolgte bereits 1639 der Wiederaufbau der Gatzener Kirche. Im Zuge der Erweiterung des spätgotischen Baus erfolgte 1698/99 die Ausgestaltung im Stil des Barock. Die Orgel der Kirche stammt aus der Hand von Urban Kreutzbach und wurde 1850 geweiht. Die Kirche besitzt Logen der im benachbarten Löbnitz ansässigen Patronatsherren. Die Familie Senfft von Pilsach, die die Grundherrschaft Löbnitz mit ihren Orten zwischen 1693 und dem 18. Jahrhundert besaß,  hatte in der Kirche von Gatzen ihre Erbbegräbnisstätte.
Elster-Radweg
Zwischen der Weißen Elster im Westen und der Schwennigke im Osten führt der Elster-Radweg an Gatzen vorbei.
Wildgehege Gatzen
Nordwestlich von Gatzen befindet sich zwischen Weißer Elster und Elster-Radweg direkt an der Landesgrenze zu Sachsen-Anhalt das „Wildgatter Gatzen“. Dort kann man Damwild, Rehe und Hirsche füttern und streicheln.
7-Seen-Wanderung
In Gatzen befindet sich ein Kontrollpunkt der 7-Seen-Wanderung durch das Leipziger Neuseenland.

## Persönlichkeiten
- Ulrike von Levetzow (1804–1899), die letzte Liebe Goethes, geboren im Nachbarort Löbnitz und in der Gatzener Kirche getauft.
- August Diezmann (1805–1869), Journalist, Wissenschaftler und Schriftsteller